# Glossocratus parva
Glossocratus parva är en insektsart som beskrevs av Walker 1851. Glossocratus parva ingår i släktet Glossocratus och familjen dvärgstritar. Inga underarter finns listade i Catalogue of Life.